# Luciel Izumi
Luciel Izumi Espinoza Núñez (La Paz, 23 de julio de 1996) es una compositora e intérprete de charango. Comenzó bajo la influencia del maestro William Centellas y otros. Obtuvo premios importantes en el Festival del Charango de Aiquile, entre otros certámenes.Es la líder del grupo musical Luciel Izumi Jazz Quartet.

## Biografía
Nació en La Paz y fue criada en Cochabamba. Es hija de la gestora cultural Lilian Núñez Velásquez y del músico Donato Espinoza, exintegrante de Savia Andina.
Es hermana menor de Clara Espinoza y Hugo Domínguez, con el que creció e impulsó su carrera en sus inicios al pagarle clases y regalarle su primer charango.
Inició su carrera musical en el mundo del charango en una escuela de su barrio. Posteriormente continuó su formación de forma autodidacta.

## Carrera profesional
Comenzó en festivales intercolegiales el 2006, años después se integró a la Orquesta Filarmónica del Colegio Santa Ana como solista.
En Bolivia fue artista principal en el escenario del Festijazz de Cochabamba por dos años consecutivos y en Chile formó parte del festival cultural WOMAD.
Su experiencia en la música la llevó a ser profesora en la Escuela Popular de Artes y da clases particulares de charango. “Enseño y sigo aprendiendo de maestros de jazz”.
Como artista en solitario ha publicado bajo el nombre de "Luciel Izumi" un álbum de estudio y un Sencillo. 
En septiembre de 2023, Luciel, Chila Jatun, Lu de la Tower y Bonny Lovy colaboraron para lanzar la canción "Juntos Sonamos Más Fuerte", una melodía que resalta la diversidad de Bolivia y es una mezcla de cumbia y salay, géneros característicos de Bolivia.La colaboración culminó con un notable reconocimiento, ya que la canción fue galardonada como la Mejor Colaboración en los Bolivia Music Awards 2023.

## Discografía
- Emociones (2012)[7]
- Un mismo suspirar (2016)
- Single (2017)
- Tsuki

## Premios
- Concurso Solista Instrumental ABAIEM Cochabamba (2007)
- Primer Lugar Festival del Charango Aiquile (2009)
- Evento: 1000 Charangos Potosí Bolivia - Guinness World Records (2009)
- Primer Lugar en el Concurso Departamental de Música Folklórica Cochabamba (2010)
- Charango de Bronce -Concurso Internacional del Charango Aiquile (2010)
- Primer Lugar evento Aquí Canta Bolivia-Oruro (2010)
- Calidad en el Mundo -The Quality Award of the World- Diamante de la Excelencia - Artista, Intérprete y Compositora (2012)
- Galardón Andino de a la Excelencia, Liderazgo y Compromiso Social (2012)